# ليف يوهانسون
ليف يوهانسون (بالسويدية: Leif Johansson)‏ هو مهندس ورائد أعمال سويدي، ولد في 30 أغسطس 1951 في غوتنبرغ في السويد.

## وصلات خارجية
- ليف يوهانسون على موقع مونزينجر (الألمانية)
- ليف يوهانسون على موقع إن إن دي بي (الإنجليزية)